# Salgóbánya
Salgóbánya Salgótarján egyik városrésze.

## Fekvése

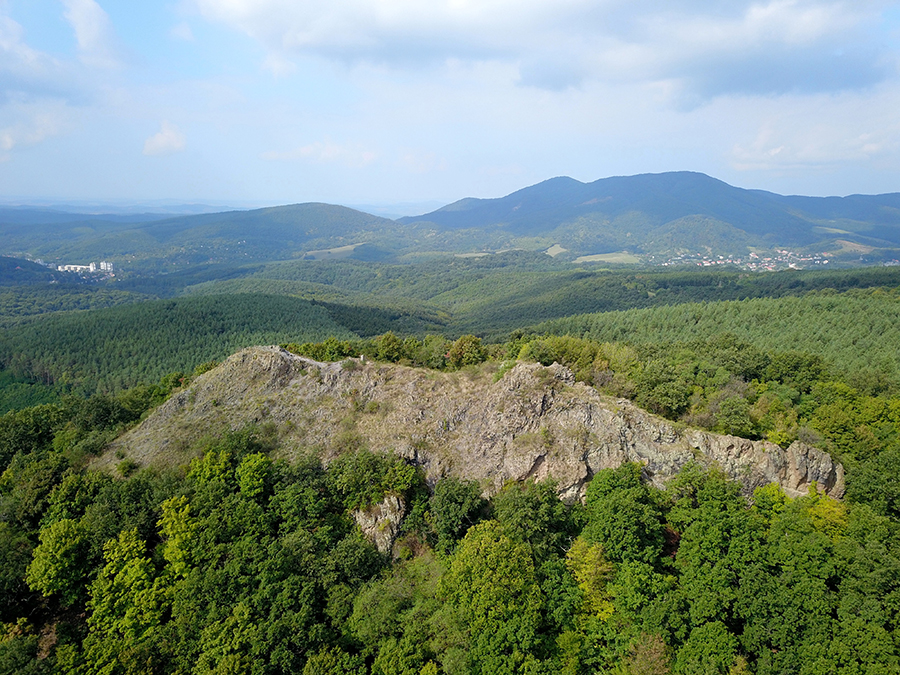
Salgóbánya, Boszorkánykő légi fotón

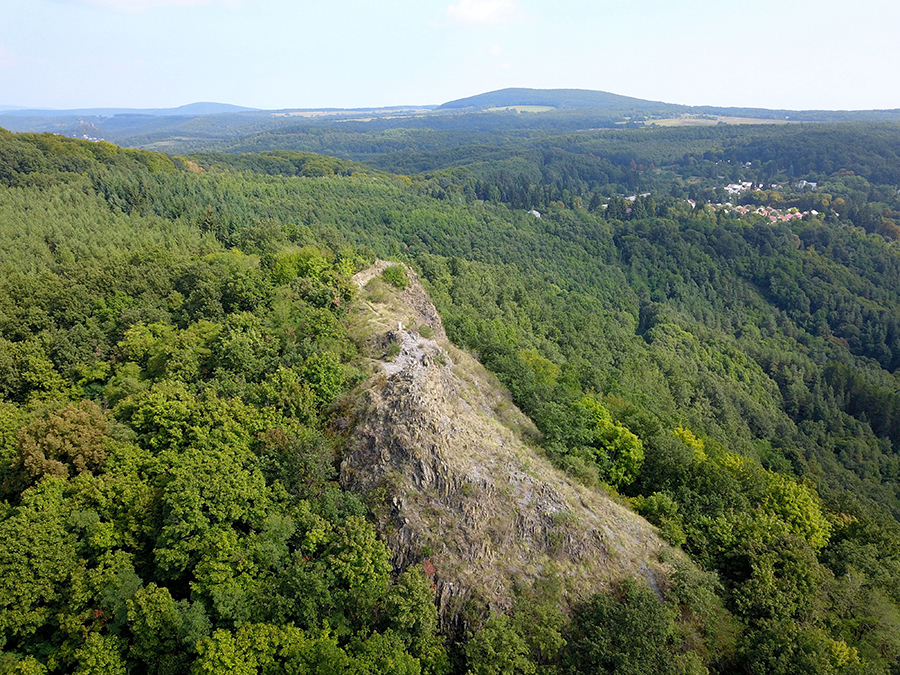
Salgóbánya, Boszorkánykő légi felvételen

Salgótarján legmagasabban fekvő városrésze 500 méteres tengerszint feletti magasságban a Medves-fennsík szélén helyezkedik el. Salgótarján központjától 12 km-re északkeletre, Somoskőújfalutól 4 km-re délkeletre található. Légvonalban különösen közel fekszik Zagyvarónához és a szlovák országhatárhoz.
Csak közúton érhető el, Somoskőújfalun keresztül, a 21-es főútról Somoskő felé letérve a 23 103-as, majd körülbelül másfél kilométer után jobbra elágazva, a 23 102-es számú mellékúton.

## Történelme
A középkorban már létezett nagyon kicsi település. 1850-ben barnakőszenet fedeztek fel, majd beindult ennek bányászata. A Salgótarján környéki vájatok közel negyede itt volt található. Kaszinó és művelődési ház is épült a faluban a bányászoknak és munkaadóiknak. Ma turistalátványosságként szolgál a vadászház és a felette magasodó Salgó vára, amely a 13. században épült.

## Híres szülötte
Salgóbányán született Zenthe Ferenc.